# Commission départementale des objets mobiliers
Le décret no 71-858 du 19 octobre 1971 pris pour l’application de la loi no 70-1219 du 23 décembre 1970 modifiant et complétant la loi du 31 décembre 1913 sur les monuments historiques a institué auprès du Préfet de chaque département une commission départementale des objets mobiliers. 
Elles ont été remplacées par les commissions régionales du patrimoine et de l'architecture (CRPA) instituées par la loi n°2016-925 du 7 juillet 2016 relative à la liberté de la création, à l'architecture et au patrimoine. 

## Missions
Cette commission départementale a pour mission :
- de veiller à la protection des objets mobiliers du département appartenant à l’État, au département, aux communes, aux établissements publics ou aux associations cultuelles, dont l’intérêt du point de vue de l’histoire, de l’art, de la science ou de la technique rend désirable la préservation, et d’intervenir à cet effet toutes les fois que ces biens se trouvent menacés[2], [3] ;
- d’étudier et de proposer avec le concours des services compétents de la Direction générale des patrimoines toutes mesures pour assurer la conservation de ces œuvres ;
- de susciter et d’entretenir dans l’opinion publique un état d’esprit favorable à la sauvegarde de ces objets mobiliers[4], [5] ;
- d’émettre un avis sur les propositions d’inscription sur la liste des monuments historiques au titre objet qui lui sont soumises en application de l’article 24 bis (2e alinéa) de la loi sus-visée du 31 décembre 1913 ;
- de donner un avis, chaque fois que le Préfet le juge utile, sur les projets de transfert, cession, modification, réparation ou restauration d’objets mobiliers inscrits au titre objet des Monuments historiques, soumis à la déclaration préalable à l’administration en application de l’article 24 bis (3e alinéa) de la loi du 31 décembre 1913 ;
- d’une façon générale, de donner un avis sur toutes les questions dont elle est saisie par le ministre chargé de la Culture ou par le Préfet du département pour l’application des articles 14 à 24 bis de la loi susvisée du 31 décembre 1913[6].

Jusqu'à la loi du 7 juillet 2016 relative à la liberté de la création, à l’architecture et au patrimoine il n'existait pas de « commission régionale des objets mobiliers » et la Commission régionale du patrimoine et des sites n'avait pas compétence pour traiter les objets mobiliers. C'est la quatrième section de la Commission nationale des monuments historiques qui exerçait les compétences relatives au classement des objets mobiliers et travaux sur les objets mobiliers classés. La loi de 2016, complétée par le décret de 2017  fusionne la commission départementale des objets mobiliers et la Commission régionale du patrimoine et des sites en créant une nouvelle commission, la Commission régionale du patrimoine et de l'architecture qui a compétence pour les biens mobiliers.

## En savoir plus